# Walter Leistikow

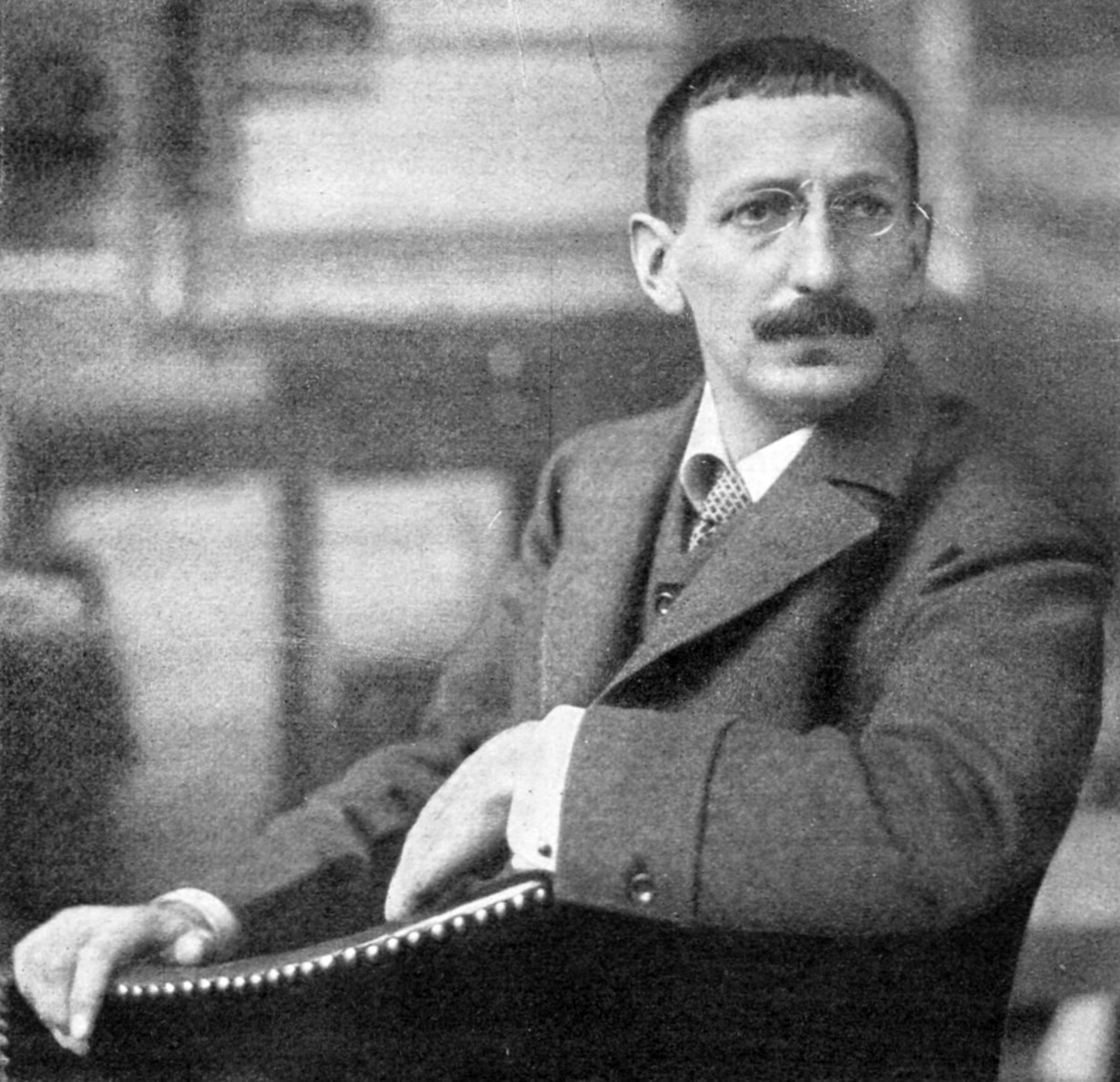
Portret van Walter Leistikow, ca. 1908

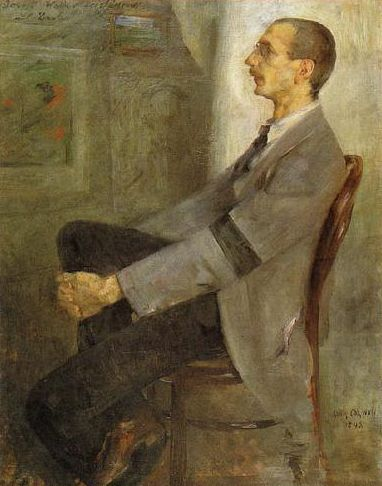
Portret van Leistikow, 1893, door Lovis Corinth, Stadtmuseum, Berlijn

Walter Rudolf Leistikow (25 oktober 1865 in  Bydgoszcz - 24 juli 1908 in Berlijn-Zehlendorf) was een Duitse kunstschilder en graficus. Hij schilderde voornamelijk landschappen in een impressionistische stijl.

## Biografie
Walter Leistikow werd geboren in Bromberg (het huidige Bydgoszcz in Polen), als tweede van de negen kinderen van de apotheker Karl Leistikow (1820–1893) en zijn echtgenote Bertha Cäcilie Hoyer (1837–1912). Het huis van zijn ouders stond in de nu verdwenen, drukke Danziger Straße, op de hoek van de Elisabethstraße, aan de rand van het stadscentrum. Daar bevond zich ook de Kujawiak-fabriek van kruidenbrandewijn, waaruit de familie een riant inkomen had.
In maart 1883, hij was toen 17 jaar, verhuisde hij naar Berlijn om te gaan studeren aan de Akademie der Künste bij Anton von Werner. Vanwege ‘gebrek aan talent’ moest hij de academie na zes maanden verlaten en hij ging zich daarop verder bekwamen via privélessen bij Hermann Eschke tot in 1885 en daarna tot in 1887 bij Hans Fredrik Gude. Van 1890 tot in 1897 woonde en werkte hij in het Atelierhaus in de Lützowstraße 82.
In 1886 nam hij voor het eerst deel aan het Berliner Salon en in 1892 maakte hij deel uit van de oprichters van de kunstenaarsgroep Die XI, die zich verzette tegen de traditionele kunst die gepromoot werd door keizer Wilhelm II. In 1892 schilderde Leistikow in een stijl die neigde naar het symbolisme, waarvan hij het kleurenpalet en de lijnvoering zou blijven gebruiken.
De decoratieve stijl van zijn landschappen bracht Leistikow bij de toegepaste kunst en hij maakte ontwerpen voor meubels, stoffen, tapijten, wandbekleding, wandschermen, glasvensters en vignetten. Door zijn rol bij de stichting van de Berliner Secession en bij hun tentoonstellingen, introduceerde hij de toen moderne Franse schilderkunst in Duitsland en maakte hij van Berlijn een van de voorposten van de moderniteit in de kunst in het toenmalige Duitsland.
Leistikow was in december 1894 in het huwelijk getreden met de uit Kopenhagen afkomstige koopmansdochter Anna Catharina Mohr (1863–1950) en had met haar twee kinderen, Gerda (1896) en Gunnar (1903).
Hij pleegde zelfmoord op 24 juli 1908 tijdens een opname in het Sanatorium Hubertus in Berlijn-Schlachtensee. Hij was beland in het eindstadium van een jarenlange syfilis-aandoening

## Werken

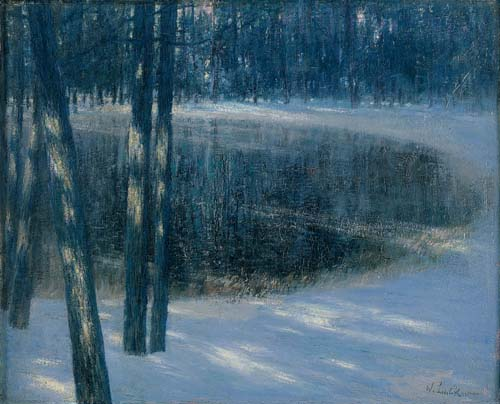
Waldsee in de winter, 1892, Stadtmuseum, Berlijn
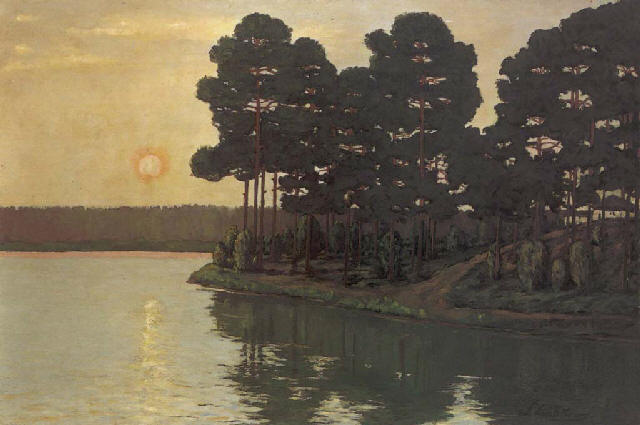
Märkischer See bij zonsondergang, 1895
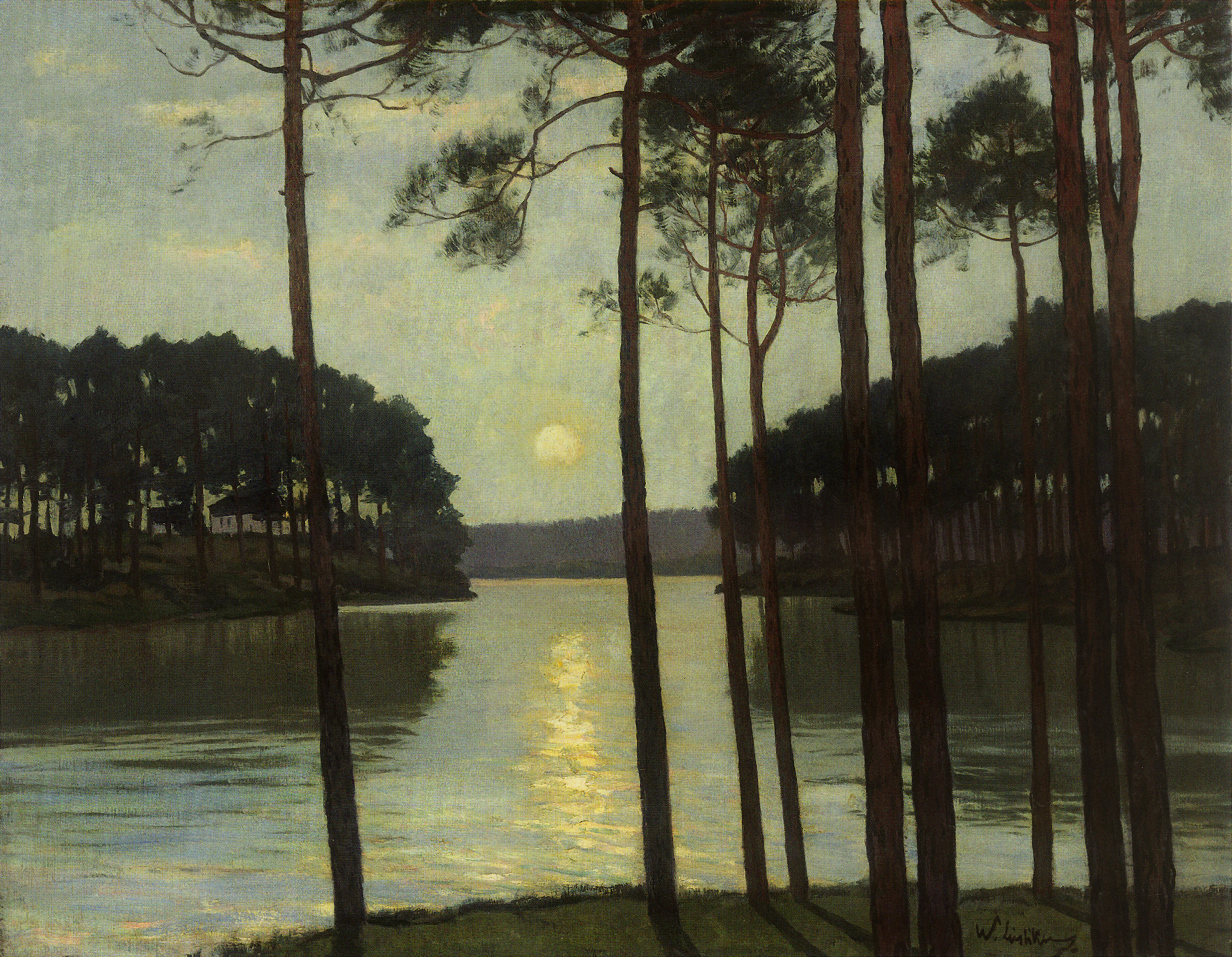
Avondstemming aan de Schlachtensee, 1895, Stadtmuseum, Berlijn
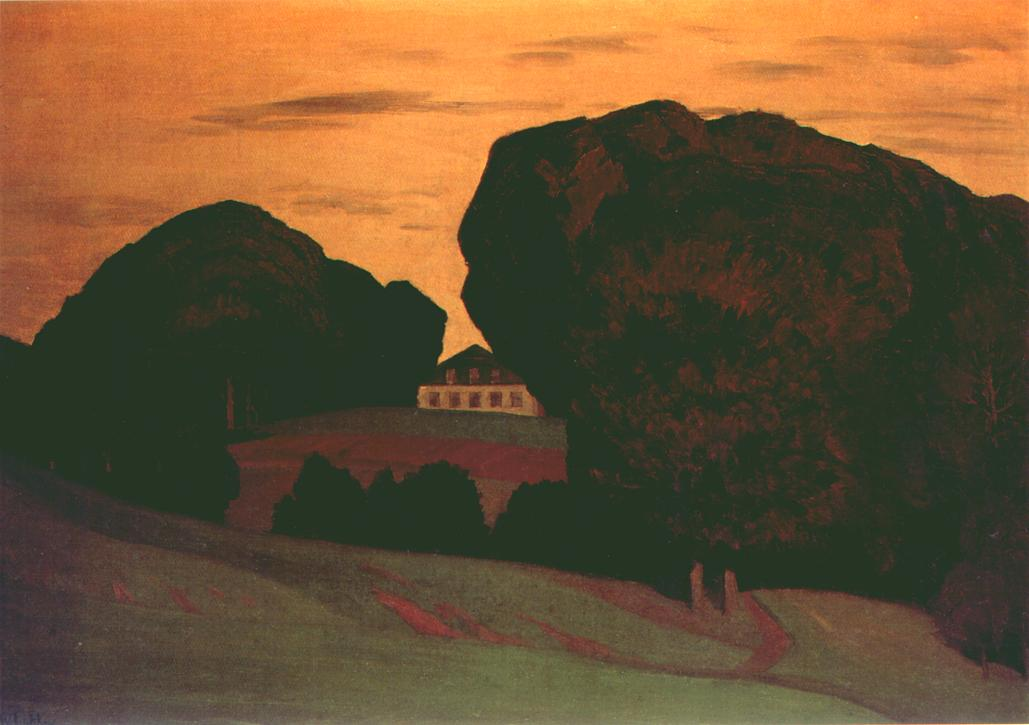
Huis in Denemarken, 1898
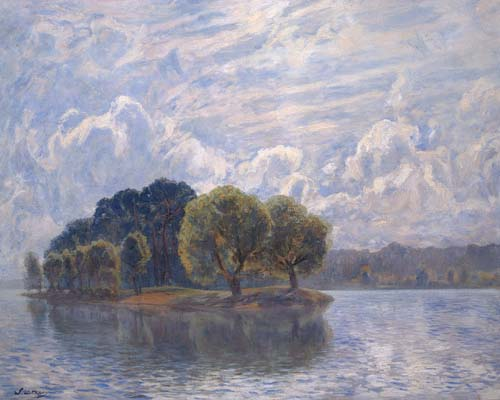
Liebesinsel, 1905, Stadtmuseum, Berlijn
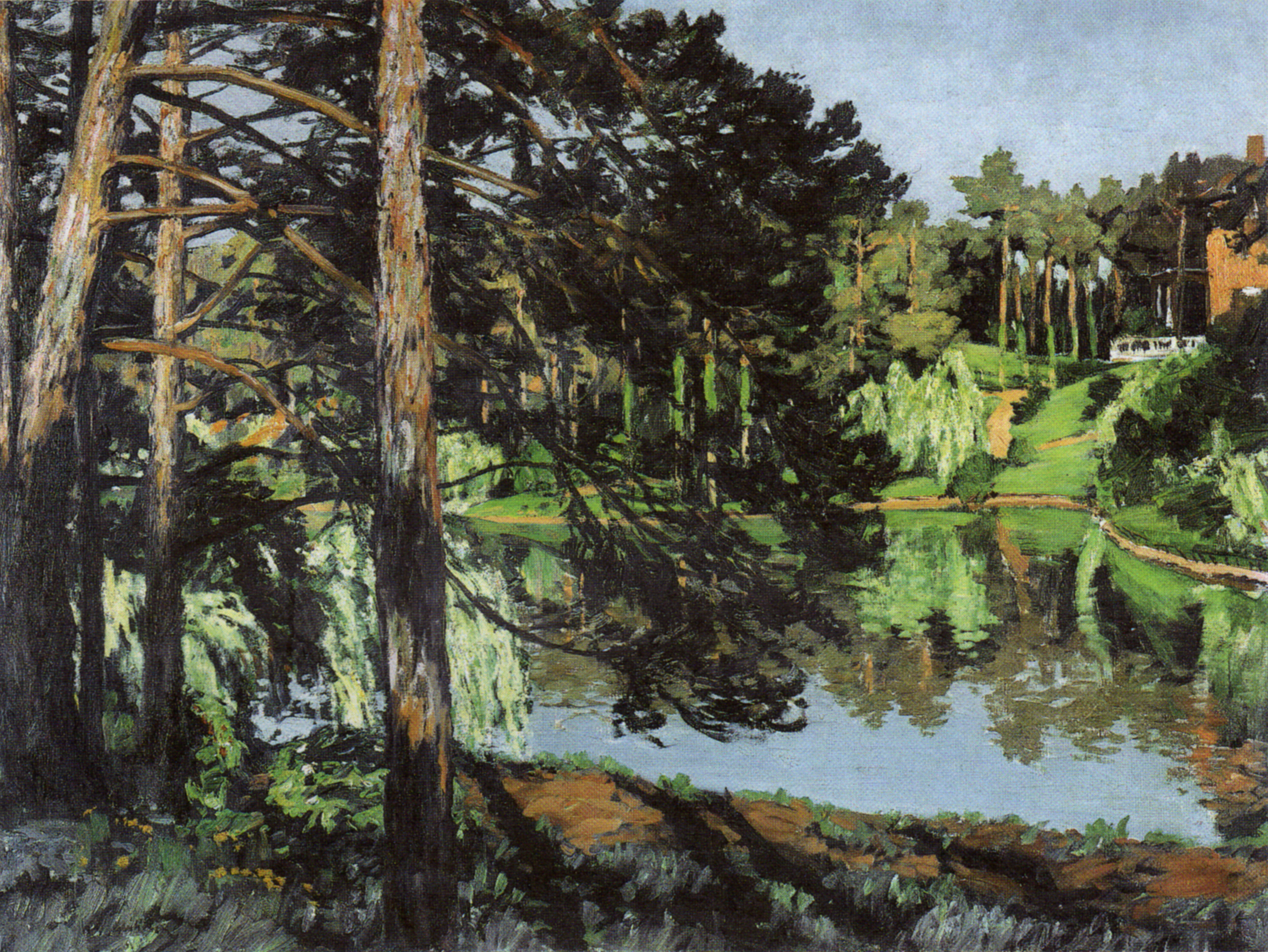
In Grunewald, ca. 1907, Alte Nationalgalerie, Berlijn

## Weblinks
- Lovis Corinth, Das Leben Walter Leistikows op Zeno.org

- Bibliothèque nationale de France: cb12165555q (data)
- Gemeinsame Normdatei: 118727303
- International Standard Name Identifier: 0000 0001 1470 8470
- Library of Congress Control Number: nr90000770
- MusicBrainz: 627fb05b-4b8f-4a3c-88e3-0db04d142db6
- Nationale Bibliotheek van Tsjechië: xx0132673
- Nationale Bibliotheek van Israël: 987007264479205171
- Nederlandse Thesaurus van Auteursnamen: 073565245
- RKD-Nederlands Instituut voor Kunstgeschiedenis: 49176
- SNAC: w6892x44
- Système universitaire de documentation: 130602493
- Union List of Artist Names: 500010320
- Virtual International Authority File: 37711346
- WorldCat: E39PBJcgrHtqmtFJvQD8tyTbVC